# Джонстаун (Колорадо)
Джонстаун (англ. Johnstown) — город, расположенный в округах Лаример и Уэлд (штат Колорадо, США) с населением в 9309 человек по статистическим данным переписи 2008 года.

## География
По данным Бюро переписи населения США город Джонстаун имеет общую площадь в 2,85 квадратных километров, водных ресурсов в черте населённого пункта не имеется.
Город Джонстаун расположен на высоте 1479 метров над уровнем моря.

## Демография
По данным переписи населения 2008 года в Джонстауне проживало 9309 человек, 1052 семьи, насчитывалось 1339 домашних хозяйств и 1371 жилой дом. Средняя плотность населения составляла около 1275,7 человек на один квадратный километр. Расовый состав Джонстауна по данным переписи распределился следующим образом: 85,21 % белых, 0,13 % — чёрных или афроамериканцев, 0,6 % — коренных американцев, 0,34 % — азиатов, 1,86 % — представителей смешанных рас, 11,86 % — других народностей. Испаноговорящие составили 23,96 % от всех жителей города.
Из 1339 домашних хозяйств в 41,7 % — воспитывали детей в возрасте до 18 лет, 67,7 % представляли собой совместно проживающие супружеские пары, в 7,4 % семей женщины проживали без мужей, 21,4 % не имели семей. 16,1 % от общего числа семей на момент переписи жили самостоятельно, при этом 5,9 % составили одинокие пожилые люди в возрасте 65 лет и старше. Средний размер домашнего хозяйства составил 2,86 человек, а средний размер семьи — 3,21 человек.
Население города по возрастному диапазону по данным переписи 2000 года распределилось следующим образом: 30,4 % — жители младше 18 лет, 7,5 % — между 18 и 24 годами, 35 % — от 25 до 44 лет, 19,6 % — от 45 до 64 лет и 7,5 % — в возрасте 65 лет и старше. Средний возраст жителей составил 31 год. На каждые 100 женщин в Джонстауна приходилось 99 мужчин, при этом на каждые сто женщин 18 лет и старше приходилось 97,1 мужчин также старше 18 лет.
Средний доход на одно домашнее хозяйство в городе составил 50 404 доллара США, а средний доход на одну семью — 54 130 долларов. При этом мужчины имели средний доход в 39 680 долларов США в год против 26 108 долларов среднегодового дохода у женщин. Доход на душу населения в городе составил 19 003 доллара в год. 5,9 % от всего числа семей в округе и 8,3 % от всей численности населения находилось на момент переписи населения за чертой бедности, при этом 12,2 % из них были моложе 18 лет и 6,2 % — в возрасте 65 лет и старше.